# Кладищевы
Кладищевы — дворянский род.
Пётр Кладищев, в службу вступил в 1802 году, был в разных походах и сражениях, 30 августа 1823 года произведён в генерал-майоры, а 10 августа 1834 года пожалован ему с потомством диплом на дворянское достоинство.

## Описание герба
Щит полурассечён-пересечён. В первой, золотой части, между двух зеленых лавровых ветвей, червлёный меч. Во второй, серебряной части, над червлёною о пяти зубцах стеною, выходящая, с правого бока, из лазоревого облака, в чёрных латах рука, держащая чёрный, с золотой рукоятью меч. В третьей, лазоревой части, серебряная о четырёх вершинах гора, сопровождаемая, в главе части, двумя золотыми пулями, между золотою о шести лучах звездою и таким же обращённым вправо полумесяцем.
Щит увенчан дворянскими шлемом и короною. Нашлемник: три серебряных страусовых пера. Намёт: справа — червлёный, с золотом, слева — чёрный, с серебром. Герб Кладищева внесён в Часть 11 Общего гербовника дворянских родов Всероссийской империи, стр. 77.